# Лю Сяньдан, Лука
Лука Лю Сяньдан (21 декабря 1928 год, Китай) — католический прелат, епископ Синьчжу с 29 июня 1986 года по 4 декабря 2004 год.

## Биография
30 ноября 1956 года был рукоположён в священника.
24 октября 1980 года Римский папа Иоанн Павел II назначил Луку Лю Сяньдана вспомогательным епископом Синьчжу. 1 января 1981 года состоялось рукоположение Луки Лю Сяндана в епископа, которое совершил епископ Сяньчжу Пётр Баоцзынь Доу в сослужении с апостольским администратором Тайнаня Павлом Чэн Шигуаном и вспомогательным епископом Тайбэя Иосифом Ван Юйжуном.
29 июня 1986 года был назначен епископом Сяньчжу.
4 декабря 2004 года вышел в отставку.